# Goniothalamus clavicarpa
Goniothalamus clavicarpa är en kirimojaväxtart som beskrevs av William Grant Craib. Goniothalamus clavicarpa ingår i släktet Goniothalamus och familjen kirimojaväxter. Inga underarter finns listade i Catalogue of Life.